# Iván Calderón Castillo
Iván Oswaldo Calderón Castillo (Sullana, 13 de marzo de 1958) es un economista, médico y político peruano. Fue congresista de la república por Piura durante el periodo 2001-2006.

## Biografía
Nació en Sullana, el 13 de marzo de 1958. Hijo de Manuel Arcadio Calderón Chunga y Carmen Castillo Nole.
Cursó sus estudios primarios y secundarios en su ciudad natal.
Entre 1978 y 1985 cursó estudios superiores de economía en la Universidad Nacional de Piura. Posteriormente cursaría, entre 1985 y 1995, estudios superiores de medicina humana en la misma universidad obteniendo el grado de Magíster.

## Carrera política
Como político incursiona en las filas de Acción Popular, partido político fundado por Fernando Belaúnde Terry. Como militante desempeñó los cargos de secretario de juventudes en la región Piura (1989-1990) y secretario del comando universitario (1990-1991).
Su primera participación política se dio en las elecciones municipales de 1998 cuando fue candidato a la alcaldía de la provincia de Sullana sin éxito.
En las elecciones generales del 2001, fue elegido como congresista de la república por Piura por el Movimiento Independiente Somos Perú - Causa Democrática para el periodo parlamentario 2001-2006.
Tentó su reelección en las elecciones generales del 2006 por Alianza para el Progreso sin éxito. Participó en las elecciones regionales del 2010 como candidato a la presidencia del Gobierno Regional de Piura por Acción Popular obteniendo sólo el 3.002% de los votos y quedando en séptimo lugar. En las elecciones municipales del 2014 volvió a tentar la alcaldía de la provincia de Sullana sin éxito. Durante su gestión como congresista participó en la presentación de 204 proyectos de Ley.
En el año 2020, durante la pandemia de COVID-19 en el Perú, Calderón Castillo era director del Hospital de Apoyo II de Sullana y en abril de ese año denunció que varios médicos de su institución que fueron puestos en cuarentena estaban prestando sus servicios en clínicas particulares a pesar de haber sido puestos en cuarentena. Esta denuncia motivó que se abriera investigación por parte de la fiscalía. Semanas después de haber realizado esta denuncia, Calderón fue retirado de la dirección del referido hospital por decisión del entonces gobernador regional Servando García.